# Guillaume de Toucy
Guillaume de Toucy est un ecclésiastique du XIIe siècle, évêque d'Auxerre de 1167 à 1181.

## Famille
D'après Lebeuf, son père est Girard de Narbonne, patronyme des premiers seigneurs de Toucy,.

Sa mère s'appelle Agnès selon Lebeuf.
Guillaume est le frère de l'archevêque de Sens Hugues de Toucy.

## Biographie
Guillaume de Toucy est d'abord archidiacre de l’Église de Sens, puis prévôt de la même Église où il a été remarqué pour sa générosité et sa magnificence — Lebeuf remarque qu'aucun ecclésiastique en France n'avait un si grand train que lui à son époque. En 1163, c'est sur sa sollicitation que son frère Hugues invite le pape Alexandre III à séjourner à Sens — un séjour qui s'étend finalement sur un an et demi ; en cette affaire, Guillaume va à l'encontre de la méfiance générale envers ce pape affligé d'un compétiteur et pour lequel même la plus haute noblesse appréhende de s'engager à ses côtés.
En 1165 ou 1166, Guillaume de Toucy est nommé trésorier de l'Église d'Auxerre.
En 1167 (selon Lebeuf), l'évêque d'Auxerre Alain de Larrivour († 1182) se retire à l'abbaye de Clairvaux. Le clergé d'Auxerre, désappointé de ce que leur évêque les ait quitté de cette manière (sans être appelé à d'autres charges ou pour raison de décès) cherche un remplaçant qui soit de renom mais aussi possède des racines locales. Le choix se porte sur Guillaume de Toucy.

### Épiscopat d'Auxerre
Il est sacré évêque d'Auxerre le 2 juillet 1167, et fait son entrée accompagné de présents pour l’Église et pour le chapitre. Mais, premier évêque de France à accomplir cette démarche, il part presque aussitôt pour Rome afin de reconnaître Alexandre III pour pape.
L'écrivain de sa vie représente Guillaume amendant sa prodigalité une fois installé à Auxerre, assidu à la prière et aux services liturgiques, et sachant se concilier le peuple aussi bien que les grands ; il va jusqu'à le créditer de guérisons miraculeuses.
Cette affabilité en fait un bon diplomate. Par exemple en 1171, œuvrant conjointement avec Étienne évêque d'Autun, il met d'accord Odon abbé de Saint-Père et Aſcelin abbé de Reigny à propos d'une portion de la dîme de Sougères. En 1168 il accorde Saint-Marien avec Letheric Bailledard et son frère chevalier Milon, pour des biens situés à Saint-Georges proches de l'église de l'abbaye ; en 1176 il fait un autre accord, toujours pour Saint-Marien, avec le chevalier Pierre de Gurgy et son fils Hugues pour leurs moulins situés sur sa terre de Gurgy.
Mais son historien le décrit ferme aussi, quand les circonstances le requièrent. Ainsi Guillaume s'oppose à Guy (1131-1175) comte d'Auxerre (1168-1175) quand ce dernier veut faire hiverner des troupes à Pourrain et Chichery, terres appartenant au chapitre. Quand le même Guy veut lever une dîme de vin sur les gens bâtissant des pressoirs, Guillaume va jusqu'à l'excommunier et jeter l'interdit sur les terres de Guy, ce qui fait capituler le comte juste avant que le pape ne s'en mêle. Il confronte Guy encore quand ce dernier veut créer une commune sans l'accord de l'évêque ; dans cette affaire Guillaume obtient le soutien même du roi Louis VII, qui l'appelle « mon ami » lorsqu'il confirme les prétentions de l'évêque et le considère comme l'un des meilleurs prélats du royaume.
Cependant Guillaume n'est pas rancunier. Lorsque Guy tombe malade à Clamecy, les évêques d'Autun et de Nevers lui refusent de le réconcilier avec l’Église à cause des spoliations de Guy sur l'abbaye de Vézelay ; Guillaume se porte caution  pour lui, forçant ainsi les autres barons à faire de même, et lui donne l'absolution. Le comte se rétablit et voue de ce temps une extrême estime à Guillaume, allant jusqu'à faire plusieurs donations et se rendre à Sens reconnaître devant la cour qui y siège à l'époque les traités faits entre ses prédécesseurs et les évêques Hugues de Mâcon et Alain de Larrivour,.
Quand son propre parent Étienne de Pierre-Pertuise s'empare de terres appartenant à l'évêché, Guillaume de Toucy le fait comparaître devant la cour ecclésiastique de Sens où Étienne est condamné à restituer les biens ; et pour prévenir de futurs outrepassements il fait planter une grande croix en limite des terres de l'évêché pour servir de borne avec Bassou.
Il tient jusqu'au bout aux prérogatives épiscopales : sur son lit de mort il contraint Hervé de Donzy, seigneur local assez puissant pour forcer le comte d'Auxerre à lui donner sa fille en mariage, à venir lui rendre hommage de la seigneurie de Gien.

#### Voyages
Guillaume sort peu de son diocèse. Son plus long voyage l'emmène au troisième concile du Latran à Rome. Ensuite il assiste au sacre de Philippe Auguste en 1179 dans la cathédrale de Reims. Il va aussi de temps en temps, plutôt rarement, à Sens pour les affaires de son diocèse.
Mais même sédentaire il est occupé par les affaires extérieures. Témoin la négociation délicate qu'il entreprend lorsque Étienne évêque d'Autun (1171-1189), souhaite prendre la succession de l'abbé de Château-Censoir, à l'encontre des souhaits du pape Alexandre III qui veut y voir un nommé Seguin, chanoine de Château-Censoir et neveu de l'abbé de Saint-Germain-des-Prés. Or Alexandre III écrit à Guillaume de Toucy et à Matthieu, évêque de Troyes de 1169 à 1180, pour leur demander d' « éclaircir le fait », ce qui signifie probablement un rappel que la volonté du pape passe avant celle d'un évêque car il ajoute que si l'élection d'Etienne a déjà été faite elle est « contraire aux saints canons ». Toujours pour cette affaire mais après l'élection de Seguin à la charge convoitée, le cardinal diacre Jacques écrit lui aussi à Guillaume de Toucy en lui demandant de maintenir Seguin en place « contre les poursuites de l'évêque d'Autun qui devrait être content de l'évêché qu'il a ».
Il écrit aussi au pape Alexandre III pour lui demander de réprimer saint Thomas de Canterbury évêque de Londres, responsable selon lui de la division entre ce dernier et le roi d'Angleterre Henri II Plantagenêt.

#### Donations, fondations, constructions
Guillaume de Toucy est généreux envers toutes les maisons conventuelles du diocèse, et même hors diocèse puisque l'abbaye de Vézelay, du diocèse d'Autun, reçoit de lui selon un titre de 1180 la moitié des dîmes des deux Mailly (Mailly-le-Château et Mailly-la-Ville ?). Il fait de très nombreuses donations, la plupart léguées par testament.
Cathédrale Saint-Étienne
Il fait revêtir l'extérieur de la cathédrale d'un entablement de pierre, en fait refaire à neuf les pignons ouest et est avec leurs vitraux. Il en fortifie la tour sud, dont il fait remplacer la toiture de bois par des tuiles. Toute la cathédrale reçoit un toit neuf, charpente y compris ; il fait poser des tuiles plombées, moins faciles à soulever contre le vent. Il accroît le trésor de la cathédrale avec un beau parement et un vase en argent de 8 marcs (un peu moins de 2 kg) pour l'eau bénite.
Plusieurs autels sont fondés dans la cathédrale Saint-Étienne sous son épiscopat.
Le plus important de ceux-là est celui placé devant le crucifix et dédié à la Croix, à saint Jean, saint Laurent, saint Gilles, saint Cyr et sainte Julitte — il y ajoute des reliques de sainte Julitte, y établit deux chapelains tenus de dire chaque jour une messe pour le repos de l'âme du comte Guy et de ses prédécesseurs, et dote confortablement cet autel,.
Le second autel est dans les cryptes, sous le chœur de l'église, du côté de l'évêché ; il est dédié à saint Paul, saint Cyr et sainte Julitte dont les reliques y sont abritées, saint Germain et sainte Marie-Madeleine. Les chanoines de Notre-Dame-de-la-Cité sont chargés de desservir cet autel dans la crypte, et d'y prier pour Guillaume de Toucy et pour son clerc Fromond, qui avait le premier attribué des fonds à l'autel.
Il dote également un troisième autel, lui aussi dans les cryptes, dédié à saint André. À l'autel de saint Nicolas et saint Martin il donne 40 sous de rente et dix livres de cire à prendre sur l'église de Briare. Il a une dévotion particulière pour saint Martin : dès le début de son épiscopat il ordonne que la fête d'hiver de ce saint soit célébrée solennellement dans la cathédrale et que l'on y sonne les grosses cloches ; dans ce but il attribue au chapitre de la cathédrale la moitié du bénéfice de l'église de Bazerne.
Notre-Dame-de-la-Cité
Guillaume de Toucy donne l'église de Merry-le-Sec et des droits sur l'église de Bléneau au chapitre de chanoines de Notre-Dame-de-la-Cité, qu'il charge de desservir un autel décrit au paragraphe suivant, dans Saint-Étienne.
Église Saint-Jean-le-Rond
Cette église est reconstruite par Étienne Olland, ancien serrurier de la maison épiscopale, du temps de Guillaume de Toucy qui a fourni l'argent nécessaire, en fait la dédicace et lui alloue 60 sous à percevoir sur l'église de Saint-Bris.
Abbaye Saint-Marien d'Auxerre
Saint-Marien reçoit la moitié de la cense de Vincelles, le droit de présentation pour les cures de Vincelles, de Saint-Martin proche de leur abbaye, et de Taingy ; également des terres achetées par Guillaume sur Taingy et plusieurs biens dans le proche voisinage d'Auxerre.
Église Saint-Père d'Auxerre
En 1171 le chapitre de l'église Saint-Père d'Auxerre reçoit l'église de Venouse, qui à partir de ce moment commence à être desservie par des chanoines résidents ; et la chapellenie de Rouvret, sauf la part réservée à l'église Saint-Germain d'Auxerre.
Abbaye Saint-Germain d'Auxerre
L'abbaye Saint-Germain d'Auxerre reçoit 50 sous de rente que Guillaume lui fait sur l'église de Blaigny.
Abbaye Saint-Laurent-lès-Cosne, prieuré Saint-Eusèbe
L'évêque Alain de Larrivour (1152-1167) avait autorisé à Saint-Eusèbe, dépendant de l'abbaye Saint-Laurent depuis environ 1090, des droits sur les nouveaux chanoines ; mais Saint-Eusèbe avait depuis perdu ces droits. En 1180, Geoffroy abbé de Saint-Laurent obtient de Guillaume de Toucy le rétablissement de ces droits  pour Saint-Eusèbe.
Guillaume de Toucy donne l'église de Siez à Saint-Laurent et acquitte l'abbaye des dîmes dues à l'évêché pour les environs du ruisseau de Baulche, reconnaissant que ces dîmes sont dues à Notre-Dame hors des murs ; et en 1178 il confirme le don de l'écoulement des eaux de l'écluse des moulins de Mi-l'eau que Hervé, cellérier de la cathédrale, a accordé à l'abbaye.
Abbaye de Crisenon
en 1170 l'abbaye de Crisenon reçoit 20 sous de rente sur l'église de Menétreau avec le droit de présentation de cette cure, 7 livres de cire à y percevoir et 70 sous à prélever sur le droit d'entrée de l'évêque, somme destinée au soulagement des religieuses malades ; également la moitié de la dîme de Leugny.
Léproserie de la Charité-sur-Loire
Vers la fin de sa vie Guillaume y établit un second chapelain, y autorise un cimetière et fait des règlements concernant cet hôpital.
Logement épiscopal d'Auxerre
Il achète des maisons et des emplacements à l'entrée et en contrebas de l'évêché afin de pouvoir l'agrandir.
Domaine de Régennes (Appoigny)
Il accroît le patrimoine du domaine - et ses revenus - en achetant deux fiefs et des prés, terres et vignes à Appoigny ; d'un gentilhomme de Gurgy nommé Hugues, il achète aussi des prés et terres entre la rivière Yonne et le lieudit les Chaumes ainsi que des droits dans les alentours d'Appoigny,.
Varzy
Il reçoit en 1173 de la part du comte Guy le don de tous les serfs que ce dernier y possède dans le vallon de Saint-André, puis en 1175 de la part de la mère du comte 30 de ses familles de Varzy, en actions de grâce pour sa guérison lors de maladies - pour lesquelles Guillaume de Toucy a grand mal à obtenir des lettres de confirmation du don. S'ajoutent à ces accroissements des biens temporels de l’Église d'Auxerre l'achat par Guillaume de Toucy de vignes et prés à Varzy, et celui d'un large terrain destiné à la construction d'une partie de la maison épiscopale et au creusement de fossés. Il tient plusieurs fois ses assises dans le cloître de sa maison de Varzy.
Toucy
Vers 1170, Guillaume de Toucy et son cousin Narjot II baron de Toucy, jettent bas le château de Humbaud construit vers 1100, afin d'en élever un autre en pierre selon une architecture militaire. Lebeuf précise que Guillaume de Toucy ne contribue à cette entreprise que parce que Narjot lui promet le droit de suzeraineté sur le nouveau château c'est-à-dire jouissance à volonté pour lui et pour ses successeurs.

À la même époque sont entreprises les fortifications qui entourent complètement la ville au début du XIIIe siècle. À l'intérieur de cette enceinte Guillaume de Toucy se fait construire une maison épiscopale, "le Petit Châtel", avec dépendances au grand complet, ainsi qu'une chapelle qui deviendra la collégiale Notre-Dame, vendue comme "bien national" et démolie en 1793. Guillaume achète aussi des terres sur Toucy.
Charbuy
Il y fait planter des bois et y acquiert des prés.
Vernoy
Il rebâtit le moulin emporté par une très forte inondation, et achète les parts de droit des autres propriétaires.
Domaine de Villechaul
Il achète des moines de Chalivoy la métairie de la Bruyère près de Villechaul, et plusieurs autres biens.

### Maladie et mort
Il tombe malade de la fièvre quarte en octobre 1180. Il se retire à Saint-Marien, qui de ce fait reçoit des legs plus importants que ceux destinés aux autres établissements religieux. La maladie empire à l'entrée de l'hiver. Il fait son testament en présence de Thibaut évêque de Nevers, Girard abbé de Vézelay son parent et quelques autres personnages et chanoines de la cathédrale ; et meurt vers le 28 février (iii Kal. Martii, soit 3 jours avant les calendes de mars) 1181.
Sa tombe se trouvait au nord du sanctuaire de l'église de Saint-Marien. En juin 1714 Lebeuf a fait creuser à cet endroit de l'église, alors détruite depuis plusieurs dizaines d'années. Il y a trouvé la sépulture de Guillaume, avec son sceau brisé en deux morceaux.

## Succession de Guillaume de Toucy
La succession de Guillaume de Toucy  à l'épiscopat d'Auxerre a été compliquée. Le moine Robert, de Saint-Marien, en a laissé un compte-rendu. 
Garmond, abbé de Pontigny depuis peu, a pour frères Gilles Clément et Robert Clément, successivement ministres de haut rang sous Louis VII ; lui-même a été l'un des deux conseillers de Henri de Château-Marçay, évêque d'Albane, lorsque ce dernier a été légat apostolique à Poitiers avant avril 1182. L'élection de Garmond à l'évêché a été contestée par certains notables d'Auxerre. Conséquemment, Garmond et ses opposants s'en vont à Rome demander l'arbitrage du pape. Mais Rome est alors infestée d'une maladie contagieuse et Garmond y meurt le 15 novembre 1182, ainsi que d'autres de ses compagnons de route et opposants. La nouvelle remontant à Auxerre, les chanoines se tournent vers leur trésorier. Hugues de Noyers est élu en janvier 1183, sacré évêque le 13 mars et installé sur sa chaire peu après.